# منطقة جانسي
جانسي رمزها «JH» (بالإنجليزية: Jhansi)‏ ، هو تقسيم إداري لدولة الهند تتبع ولاية أتر برديش (بالإنجليزية: Uttar  Pradesh)‏ ، مركزها هو مدينة جانسي (بالإنجليزية: Jhansi)‏ عدد سكانها حسب تعداد سنة 2001 هو 1,746,715 ، مساحتها 5,024 كم² وكثافة السكان 348 لكل كم² .

## وصلات خارجية
- التعداد السكاني للهند
- الموقع الرسمي